# بركغت (تشيشير)
بركغت (بالإنجليزية: Parkgate, Cheshire)‏ هي قرية تقع في المملكة المتحدة في شمال غرب إنجلترا. يقدر عدد سكانها بـ 3,702 نسمة .